# Holger Charpentier
Carl Otto Holger Charpentier, född 25 mars 1910 i Växjö,  död 7 juni 1991 i Båstad, var en svensk målare och tecknare.
Han var son till banktjänstemannen Reinhold Charpentier och Olga Francke samt från 1936 gift med Margaretha Bengtsson.
Charpentier studerade vid olika fria målarskolor samt bedrev självstudier. Han ställde ut separat i Lund 1943, därefter ställde han ut i Växjö 1944 och i Båstad 1945–1951. Han medverkade i konstnärsgruppen 6 målares samlingsutställningar i bland annat Uppsala, Gävle och Härnösand. Han var en av deltagarna i Smålands museums utställning Kronobergare i förskingringen.
Bland hans offentliga arbeten märks utsmyckningen av S:t Mårtensporten i Lund.
Hans konst består av teckningar, porträtt, figurer, stilleben och landskap i olja, akvarell eller pastell. Som illustratör har han formgivit bokomslag samt illustrerat band I av samlingsverket Svenska folket genom tiderna och för studenttidningen Lundagård tecknade han i slutet av 1930-talet några seriestrippar av pantomimserien Quatten.